# Crocodilo-do-orinoco
O crocodilo-do-orinoco (Crocodylus intermedius) é um crocodilo sul-americano que habita as planícies alagadiças do rio Orinoco. É uma espécie de crocodilo critcamente em perigo de extinção. É um predador generalista que ataca animais terrestres e animais aquáticos. É um grande crocodiliano, que no passado atingiu comprimentos de 6,8 metros, mas hoje não chegam a esse tamanho.